# 赵小平
赵小平（1954年4月—），男，辽宁锦州人，中华人民共和国政治人物，曾任宁夏回族自治区人民政府副主席，国有重点大型企业监事会主席。